# Mitch Fettig
Mitchell "Mitch" Fettig (Olympia, 15 maggio 1996) è un giocatore di football americano statunitense, che gioca come defensive back per gli Stuttgart Surge.
Dopo aver giocato perla squadra universitaria statunitense degli Eastern Washington Eagles, nel 2020 viene draftato dai canadesi Calgary Stampeders ma la stagione è annullata a causa della pandemia di COVID-19; l'anno successivo non riuscirà a entrare nel roster attivo. Nel 2022 si trasferisce ai tedeschi Schwäbisch Hall Unicorns e dal 2024 gioca in ELF con gli Stuttgart Surge.

## Palmarès
- 1 CEFL Bowl (Schwäbisch Hall Unicorns, 2022)
- 1 German Bowl (Schwäbisch Hall Unicorns, 2022)